# Godøya
Godøya est une localité du comté de Nordland, en Norvège.

## Géographie
Administrativement, Godøya fait partie de la kommune de Bodø.